# Tweede Slag bij Guararapes
De Tweede Slag bij Guararapes was een treffen tussen Nederlandse en Portugese troepen.
Toen het Nederlandse landleger in februari 1649 na een enigszins succesvolle rooftocht rond Salvador de Bahia in Recife terugkeerde, besloot de Hoge Raad de Portugese vijand opnieuw strijdvaardig tegemoet te treden, wat leidde tot de Tweede Slag bij Guararapes. Ondanks dat de Nederlandse legerleiding weinig vertrouwen in de operatie leek te hebben tijdens de voorbereidende besprekingen, vertrok kolonel Van den Brincke op 17 februari 1649 met 3500 man, waaronder 250 matrozen onder bevel van vice-admiraal Gillissen, langs de kust richting de heuvels van Guararapes. Generaal Sigismund van Schoppe kon zijn rol niet vervullen omdat hij nog niet geheel genezen was van zijn verwondingen bij de Eerste Slag bij Guararapes. Juist op 17 februari keerde admiraal Witte de With terug van het beleg van Bahia en hij was zeer ontstemd over het besluit van de Hoge Raad en pessimistisch over de kans op succes.
Ondanks de slechte ervaringen werd dezelfde route gevolgd als 10 maanden eerder langs het strand tot aan het Melkhuis en vandaar landinwaarts naar de heuvels van Guararapes. Daar werd de vijand niet aangetroffen en men kon eenvoudig bezit nemen van de heuvels. De Portugezen hadden zich verscholen in de bossen en het struikgewas rond de heuvels, mede om bescherming tegen de zon te vinden. De volgende dag deed men pogingen de vijand uit te dagen door enkele salvo's te lossen maar er werd niet gereageerd. Op de 19e februari bleek al snel dat een lang verblijf in de zengende hitte van de zon onmogelijk was en in de loop van de middag werd besloten zich terug te trekken zonder de bescherming van de duisternis af te wachten. Toen zagen de Portugezen hun kans schoon en ze vielen de troepen in de rug aan. Enige tijd probeerde kolonel van den Brande en het veldgeschut van Gillissen, die nog op de heuvels stonden, nog wel stand te houden maar uiteindelijk eindigde het in een wilde vlucht van de gedemoraliseerde soldaten. Naast Gillissen en opperbevelhebber Van den Brincke kwamen er 957 van hen om en werden er 89 gevangen genomen.